# Нидерландская королевская федерация шашек
KNDB (нидерл. Koninklijke Nederlandse Dambond) — нидерландская федерация шашек. Основана в 1911 году.
Член Олимпийского комитета Нидерландов, Всемирной Федерации шашек (ФМЖД), Европейской конфедерации шашек. Ведёт собственную базу данных турниров Toernooibase Dammen.
Адрес: Landjuweel 60-62, 3905 PH Veenendaal, Нидерланды.
Официальный сайт KNDB.

## Проводимые турниры
- Чемпионат Нидерландов по международным шашкам среди клубов — проводится с 1910 года.
- Чемпионат Нидерландов по шашкам среди мужчин — проводится с 1908 года.
- Чемпионат Нидерландов по шашкам среди женщин — проводится с 1973 года.

## Звания[3]
- национальный гроссмейстер (нидерл. De Nationale Grootmeestertite)
- национальный мастер (нидерл. Nationale Meestertite)
- национальный мастер среди женщин (нидерл. De Nationale Vrouwenmeestertite)
- национальный кандидат в мастера (нидерл. Nationaal kandidaat Meeste)
- национальный кандидат в мастера среди женщин (нидерл. Nationaal kandidaat meester vrouwe)

## Издания
Журнал Het Damspel.

## История
В 1911—1945 годы — Nederlandschen Dambond, с 1945 — современное название.
14 сентября 1947 четыре федерации — Франции, Нидерландов, Бельгии и Швейцарии основали Всемирную федерации шашек.